# Rob Bontenbal
Rob Bontenbal (geboren 12. März 1945; gestorben 23. Oktober 2015) war ein niederländischer Alternativmediziner und Reinkarnationstherapeut. Über den Bereich der Alternativmedizin hinaus wurde er bekannt durch das von ihm entwickelte Brettspiel Um Reifenbreite, das 1992 als Spiel des Jahres ausgezeichnet wurde.

## Leben
Bontenbal war Politikwissenschaftler. Mit 27 Jahren lernte er Lydia Kimman kennen, die er später heiratete und über die er zur Alternativmedizin fand. Er konzentrierte sich auf die Reinkarnations- und die Regressionstherapie und entwickelte gemeinsam mit Tineke Noordegraaf die Holographische Reinkarnationstherapie (HR), bei der „Patienten als (re)inkarnierte Einheit“ therapiert werden und versucht wird, sie „stets zum Ursprung der Erkrankung – der im jetzigen oder in einem vergangenen Leben liegen kann – zurückzuführen.“
Als Hobby-Radsportler entwickelte er das auf einem Radrennen aufbauende Brettspiel Um Reifenbreite, das 1992 von Jumbo Spiele veröffentlicht und als Spiel des Jahres 1992 ausgezeichnet wurde.
Am 23. Oktober 2015 starb Bontenbal an einem Herzstillstand.

## Belege
1. 1 2 3  Bijzondere rouwadvertentie: 'Hallo, daar ben ik weer' (Memento vom 31. Oktober 2015 im Internet Archive) auf rtlnieuws.nl (niederländisch)
2. ↑  Robert Hoffmeister: Geheimnisvolle(s) Leben: Die Holographische Reinkarnationstheorie im Visier der Wissenschaft. auf newsage.de, 2009; abgerufen am 27. Dezember 2017.
3. ↑  Um Reifenbreite auf der Website des Spiel des Jahres e.V.; abgerufen am 27. Dezember 2017.